# Казарма 120 км
Казарма 120 км — населенный пункт в составе Чусовского городского округа в Пермском крае России.

## Географическое положение
Населенный пункт расположен в центральной части округа примерно в 2 километрах на юго-запад от поселка Лямино. Остановочный пункт пригородных поездов на линии Пермь-Чусовой.

## Климат
Климат умеренно-континентальный. Среднегодовая температура воздуха колеблется около 0 градусов, среднемесячная температура января — минус 16 градусов, июля — плюс 17 градусов, заморозки отмечаются в мае и сентябре. Высота снежного покрова достигает 80 см. Продолжительность залегания снежного покрова 170 дней. Продолжительность вегетационного периода 118 дней. В течение года выпадает 500—700 мм осадков.

## История
Поселение возникло при строительстве железной дороги Пермь-Чусовая.
С 2004 до 2019 гг. входила в Чусовское городское поселение Чусовского муниципального района.
В настоящее время представляет собой поселение из нескольких домов с приусадебными участками.

## Население
Постоянное население не было учтено как в 2002 году, 0 так и в 2010 году. 

## Инфраструктура
Путевое хозяйство.

## Транспорт
Автомобильный и железнодорожный транспорт.